# Броли (Калифорнија)
Броли (енгл. Brawley) град је у америчкој савезној држави Калифорнија. По попису становништва из 2010. у њему је живело 24.953 становника.

## Демографија
Према попису становништва из 2010. у граду је живело 24.953 становника, што је 2.901 (13,2%) становника више него 2000. године.
| Група             | 2000.          | 2010.          |
| Белци             | 4.780 (21,7%)  | 3.724 (14,9%)  |
| Афроамериканци    | 540 (2,4%)     | 510 (2,0%)     |
| Азијати           | 288 (1,3%)     | 349 (1,4%)     |
| Хиспаноамериканци | 16.280 (73,8%) | 20.344 (81,5%) |
| Укупно            | 22.052         | 24.953         |